# Хотимский, Борис Исаакович
Бори́с Исаа́кович Хоти́мский (29 марта 1926, Киев — 1990) — русский советский писатель, критик.

## Биография
Окончил МГУ имени М. В. Ломоносова (1948), Литературный институт имени А. М. Горького (1959). Член Союза писателей СССР (1979). Работал в редакции «Литературной газеты».

## Произведения

### Проза
- Пожарка; [Мигратория]. [Свеча] : Маленькие повести. - [Москва] : [Мол. гвардия], [1966]. - 189 с. : ил.; 17 см. - (Молодые писатели).
- Латырь-камень [Текст] : Повести и рассказы / [Худож. М. Бурзалов]. - Москва : Моск. рабочий, 1978. - 239 с. : ил.; 20 см.
- Три горы над Славутичем. - Москва : Дет. лит., 1984. - 112 с. : ил.; 22 см.
- Куда тянутся ветви : Роман / Борис Хотимский. - Москва : Сов. писатель, 1985. - 246,[2] с.; 17 см.
- Непримиримость : Повесть об Иосифе Варейкисе / Борис Хотимский; [Худож. В. Б. Манохин]. - Москва : Политиздат, 1985. - 335 с. : 7 л. цв. ил.; 17 см. - (ПР. Плам. революционеры).
- Повествования разных времен : Повести и рассказы / Борис Хотимский. - Москва : Современник, 1989. - 222,[2] с.; 21 см. - (Новинки "Современника").; ISBN 5-270-00436-4
- Поляне : Роман-легенда / Борис Хотимский; [Иллюстрации А. Добрицына]. - Москва : Сов. писатель, 1989. - 287,[1] с. : ил.; 20 см.; ISBN 5-265-00650-8
- Новое в жизни, науке, технике. Подписная научно-популярная серия "Литература". - Москва : Знание, 1962-1992.

1976, № 2: Герой и время : (образы исторических деятелей в современной советской прозе) : брошюра / Б. Хотимский. - Москва : Знание, 1976. - 61, [2] с.; 21 см.

### Критика
- Герой и время. М., 1976 (Новое в жизни, науке, технике. Сер. «Литература»)
- Рыцари справедливости. М., 1977 (Новое в жизни, науке, технике. Серия «Литература»)
- Ради грядущего. М., 1979 (Новое в жизни, науке, технике. Серия «Литература»)